# Крупское (Акмолинская область)
Кру́пское (каз. Крупский) — упразднённое село в Бурабайском районе Акмолинской области Казахстана. Входило в состав Веденовского сельского округа.

## География
Село располагалось в южной части района, на расстоянии примерно 79 километров (по прямой) к юго-западу от административного центра района — города Щучинск, в 20 километрах к юго-западу от административного центра сельского округа — села Веденовка.
Абсолютная высота — 429 метров над уровнем моря.
Ближайшие населённые пункты: село Карабулак — на севере.

## История
Постановлением акимата Акмолинской области от 11 июня 2007 года № А-6/203 и решением Акмолинского областного маслихата от 11 июня 2007 года № ЗС-27-14 «О внесении изменений в административно-территориальное устройство Акмолинской области по Щучинскому району», зарегистрированное Департаментом юстиции Акмолинской области 11 июля 2007 года № 3228, село Крупское было переведено в категорию иных поселений и исключено из учётных данных, поселение села было включено в состав села Карабулак.

## Население
В 1989 году население села составляло 104 человек (из них казахи — основное население).
В 1999 году население села составляло 55 человек (33 мужчины и 22 женщины).
| Численность населения | Численность населения |
| 1989                  | 1999                  |
| --------------------- | --------------------- |
| 104                   | ↘55                   |